# Macowanites
Macowanites Kalchbr. – rodzaj grzybów z rodziny gołąbkowatych (Russulaceae). W Polsce występuje jeden gatunek.
Według Dictionary of the Fungi, na którym bazuje Index Fungorum, Macowanites to synonim rodzaju Russula (gołąbek).

## Systematyka i nazewnictwo
Pozycja w klasyfikacji według Index Fungorum: Russulaceae, Russulales, Incertae sedis, Agaricomycetes, Agaricomycotina, Basidiomycota, Fungi.
Gatunki:
- Macowanites acris Singer & A.H. Sm. 1960
- Macowanites albidigleba Singer & A.H. Sm. 1960
- Macowanites ammophilus (J.M. Vidal & Calonge) J.M. Vidal & Calonge 2002
- Macowanites arenicola S.L. Mill. & D. Mitch. 2004
- Macowanites chlorinosmus A.H. Sm. & Trappe 1963
- Macowanites citrinus Singer & A.H. Sm. 1960
- Macowanites durangensis Guzmán 1988
- Macowanites durangensis Guzmán 1988
- Macowanites fuscoviolaceus Singer & A.H. Sm. 1960
- Macowanites galileensis M.M. Moser, Binyam. & Aviz.-Hersh. 1977
- Macowanites iodiolens A.H. Sm. & D.E. Wells 1963
- Macowanites krjukowensis (Bucholtz) Singer & A.H. Sm. 1960
- Macowanites lilacinus A.H. Sm. 1963
- Macowanites luteiroseus Bougher 1997[4]
- Macowanites luteolus A.H. Sm. & Trappe 1963
- Macowanites mattiroloanus (Cavara) T. Lebel & Trappe 2000 – tzw. liściogrzyb brązowiejący
- Macowanites messapicoides Llistos. & J.M. Vidal 1995
- Macowanites mexicanus Guzmán 1988
- Macowanites nauseosus A.H. Sm. 1963
- Macowanites odoratus (Singer & A.H. Sm.) Trappe, T. Lebel & Castellano 2002
- Macowanites olidus A.H. Sm. 1963
- Macowanites pilosus (Zeller & C.W. Dodge) Trappe, T. Lebel & Castellano 2002
- Macowanites pinicola A.H. Sm. 1963
- Macowanites pseudoemeticus A.H. Sm. 1963
- Macowanites rubroluteus T. Lebel 2002[4]
- Macowanites russuloides (Setch.) Trappe, T. Lebel & Castellano 2002
- Macowanites setchellianus Singer & A.H. Sm. 1960
- Macowanites stipitatus (H.A. Peters) Trappe, T. Lebel & Castellano 2002
- Macowanites subolivaceus A.H. Sm. 1963
- Macowanites subrosaceus A.H. Sm. 1963
- Macowanites tomentosus (J.W. Cribb) T. Lebel & Castellano 2002
- Macowanites vinaceodorus Calonge & J.M. Vidal 2001
- Macowanites vinicolor A.H. Sm. 1963
- Macowanites yunnanensis M. Zang 1999
- Macowanites zellerianus (Singer & A.H. Sm.) Trappe, T. Lebel & Castellano 2002

Nazwy naukowe na podstawie Index Fungorum. Nazwa polska według Władysława Wojewody (podał ją dla synonimu Elasmomyces mattirolanus).